# 송정초등학교 (부산 강서구)
송정초등학교는 대한민국 부산광역시 강서구 신호동에 있는 공립 초등학교이다.

## 학교 연혁
- 1946년 10월 13일 김해군 송정공립국민학교 개교(가락대로 230-72)
- 1950년 6월 1일 송정국민학교로 개칭
- 1989년 1월 1일 부산직할시로 편입
- 1996년 3월 1일 송정초등학교로 개칭
- 2000년 3월 1일 특수학급 1학급 증설
- 2003년 10월 24일 새 교사 준공 및 증개축식
- 2009년 3월 1일 영어전용실 개관
- 2011년 10월 31일 지사단지 통학버스 운행
- 2012년 12월 17일 놀이시설 개장식
- 2013년 3월 1일 제28대 이영춘 교장 취임
- 2014년 2월 3일 복도 벽면 갤러리 조성(송정 명화갤러리)
- 2014년 7월 1일 강당 리모델링
- 2015년 9월 1일 제29대 이남순 교장 취임
- 2016년 2월 19일 제66회 졸업식(8명, 누계 2228명)
- 2016년 9월 19일 송정초등학교 통폐합 이전 협약
- 2017년 2월 17일 제67회 졸업식(3명, 누계 2231명)
- 2017년 3월 1일 학교 위치 이전(신호산단4로 10)

## 참고 자료
- 송정초등학교 - 한국교육학술정보원 학교알리미